# Schöne Literatur
Schöne Literatur ist die begriffliche Fügung, die zum einen als Übersetzung des französischen belles lettres aufkam, zum anderen jedoch nötig wurde, als im 19. Jahrhundert das Wort Literatur neu definiert wurde. In der vorangehenden Begriffsdefinition war die Literatur das Feld der Wissenschaften, innerhalb dessen man ein Gebiet „schöner Wissenschaften“, das Gebiet der belles lettres, definieren konnte. In der Neudefinition des 19. Jahrhunderts wurde die Literatur zum Bereich der sprachlichen Überlieferung, wobei ein Kernfeld bestimmt wurde: Literatur im engeren Sinne des Begriffs war der Bereich der sprachlichen Überlieferung, der als Kunst Wert gewann.

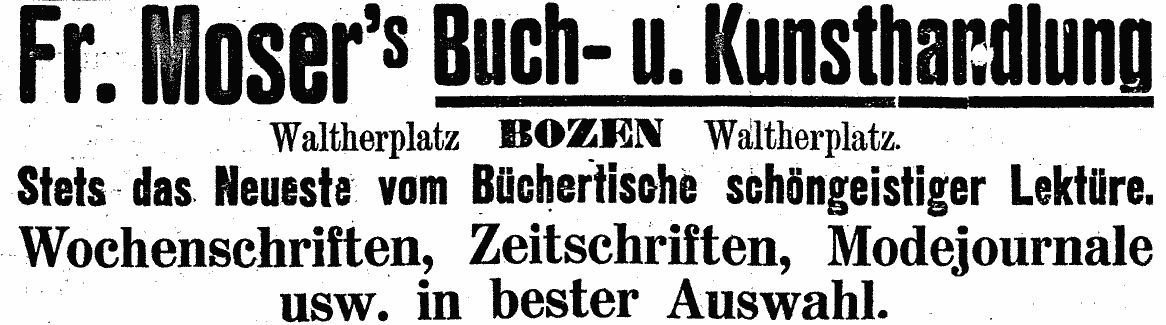
Werbeschaltung für „schöngeistige Lektüre“ in den Bozner Nachrichten, 1919

Man spricht heute von schöner oder auch schöngeistiger Literatur, wenn man klarstellen will, dass man nicht sprachliche Überlieferung im Ganzen meint, sondern Dramen, Epik und Lyrik – Literatur „im engeren Sinn des Wortes“ gegenüber der Sach- oder Fachliteratur andererseits. Der Begriff erhält sich in dieser Funktion, obwohl er mittlerweile deutlich veraltet ist: Moderne Romane, Dramen und Gedichte sind in der Regel nicht mehr verfasst, um ob ihrer „Schönheit“ gewürdigt zu werden – die Entwicklung der hier zusammengefassten Gattungen war Ende des 18., Anfang des 19. Jahrhunderts nicht absehbar.
Der Begriff entstand gleichzeitig wie jener für Nationalliteratur und Weltliteratur, die sich denselben Definitionsproblemen gegenüberstanden.